# Бромлєй Юліан Володимирович
Юліа́н Володи́мирович Бромлє́й (1921 — †1990) — радянський історик та етнограф, доктор історичних наук, академік, директор Інституту етнографії АН СРСР.
В історію етнології ввійшов як один із творців сучасної теорії етносу.

## Праці
- (рос.)«Этнос и этнография» (1973),
- (рос.)«Современные проблемы этнографии» (1981),
- (рос.)«Очерки теории этноса» (1983),
- (рос.)«Этносоциальные процессы: теория, история, современность»(1987).

Опонент етногенезу Льва Гумільова, який применшував роль соціального у формуванні етносу.